# Gare de Pamiers
Gare de Pamiers vasútállomás Franciaországban, Pamiers településen.

## Vasútvonalak
Az állomást az alábbi vasútvonalak érintik:
- Portet-Saint-Simon–Puigcerdà-vasútvonal
- Ligne de Pamiers à Limoux

## Kapcsolódó állomások
A vasútállomáshoz az alábbi állomások vannak a legközelebb:
- Gare du Vernet-d'Ariège
- Gare de Foix
- Gare de Varilhes